# پشت‌تنگ چشمه قلی‌جان
پشت‌تنگ چشمه قلی‌جان، روستایی از توابع بخش مرکزی شهرستان روانسر در استان کرمانشاه ایران است.

## جمعیت
این روستا در دهستان دولت‌آباد قرار دارد و براساس سرشماری مرکز آمار ایران در سال ۱۳۸۵، جمعیت آن ۱۴۵ نفر (۲۹خانوار) بوده‌است.